# Julio Enciso
 Ikke at forveksle med Julio César Enciso.
Julio César Enciso Espínola (født 23. januar 2004), kendt som bare Julio Enciso, er en paraguayansk fodboldspiller, der spiller for Premier League-klubben Brighton & Hove Albion og det paraguayanske landshold.

## Klubkarriere

### Club Libertad
Den 17. marts 2019 debuterede Julio Enciso på alderen af 15 for Libertads førstehold i en 4-0 sejr imod Deportivo Santaní. Han blev den yngste spiller nogensinde til at debutere for Libertads.

### Brighton & Hove Albion
Den 17. juni 2022 blev det offentliggjort, at Julio Enciso blev købt af Brighton & Hove Albion for 9.5 millioner pund.
Den 24. august 2022 debuterede han for Brighton i en EFL Cup-runde imod Forest Green Rovers, som endte med en 3-0 sejr til Brighton på udebane.
Den 29. oktober 2022 debuterede han i Premier League i en 4-1 hjemmesejr imod Chelsea, hvor han blev skiftet ind i det 65. minut i stedet for Adam Lallana.
Den 4. april 2023 scorede han sit første mål for klubben i en 2-0 udebanesejr imod Bournemouth.

## Landsholdskarriere
Den 14. juni 2021 debuterede han for det paraguayanske landshold i en Copa América-kamp imod Bolivia, som endte med en 3-1 sejr til Paraguay.